# Liste des régions métropolitaines du Paraná
L'État du Paraná (Brésil) possède à l'heure actuelle trois régions métropolitaines (Região Metropolitana en portugais):

Carte des régions métropolitaines du Paraná

- Région métropolitaine de Curitiba
- Région métropolitaine de Londrina
- Région métropolitaine de Maringá